# Cordovín
Cordovín est une commune de la communauté autonome de La Rioja, en Espagne.

## Démographie
| 1900 | 1910 | 1920 | 1930 | 1940 | 1950 | 1960 | 1970 | 1981 |
| ---- | ---- | ---- | ---- | ---- | ---- | ---- | ---- | ---- |
| 301  | 327  | 375  | 436  | 505  | 510  | 497  | 398  | 315  |

| 1991 | 2001 | 2010 | - | - | - | - | - | - |
| ---- | ---- | ---- | - | - | - | - | - | - |
| 246  | 217  | 185  | - | - | - | - | - | - |

## Administration

### Conseil municipal
La ville de Alesón comptait 99 habitants aux élections municipales du 26 mai 2019. Son conseil municipal (en espagnol : Pleno del Ayuntamiento) se compose donc de 5 élus.
| Parti | Parti                 | Voix | %       | Élus  |
| ----- | --------------------- | ---- | ------- | ----- |
|       | Parti populaire (PP)  | 80   | 38,83 % | 4 / 5 |
|       | Partido Riojano (PR+) | 60   | 29,13 % | 1 / 5 |
|       | Izquierda Unida (IU)  | 36   | 17,48 % | 0 / 0 |
|       | Podemos               | 30   | 14,56 % | 0 / 0 |

### Liste des maires
| Mandat    | Maire | Maire                        | Parti       |
| --------- | ----- | ---------------------------- | ----------- |
| 1979-1983 |       | Amor Lozano Martínez         | Indépendant |
| 1983-1987 |       | Felicisimo Martínez de Pablo | AP          |
| 1987-1991 |       | Bruno Crescencio Benés Cañas | PR          |
| 1991-1995 |       | Bruno Crescencio Benés Cañas | PR          |
| 1995-1999 |       | Salvador Ibáñez del Río      | PP          |
| 1995-1999 |       | Trinidad Benés Villar        | PSOE        |
| 1999-2003 |       | César del Río Estebas        | PP          |
| 2003-2007 |       | César del Río Estebas        | PP          |
| 2007-2011 |       | Bruno Crescencio Benés Cañas | PR          |
| 2011-2015 |       | Bruno Crescencio Benés Cañas | PR+PSOE+IU  |
| 2015-2019 |       | Bruno Crescencio Benés Cañas | PR+PSOE+IU  |
| 2019-2023 |       | Alfonso Alonso Martínez      | PP          |